# أنهيدراز كربوني

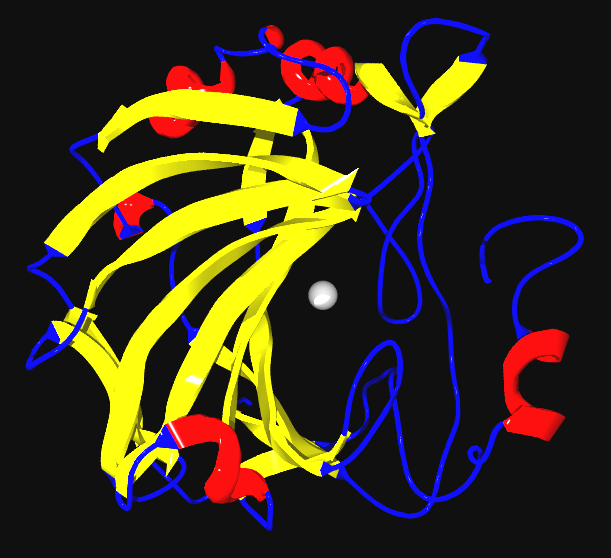
نموذج شريطي لإنزيم الأنهيدراز الكربوني

الأنهيدرازات الكربونية (بالإنجليزية: carbonic anhydrase)‏ كما تسمى كربوأنهيدراز، هي عائلة من الإنزيمات التي تقوم بتحفيز تفاعل إماهة (إضافة الماء) إلى ثنائي أكسيد الكربون من أجل تشكيل البيكربونات والبروتونات، وهو تفاعل عكوس، يحدث عادة ببطء في حال عدم وجود حفاز.
{\displaystyle \mathrm {CO_{2}+H_{2}O\rightleftharpoons HCO_{3}^{-}+H^{+}} }
إن الموقع الفعّال لأغلب إنزيمات الأنهيدراز الكربونية يكون حاوياً على أيون زنك، لذلك فإنها تصنف على أنها إنزيمات فلزّيّة.
يوجد هذا الإنزيم في كل من الحيوانات والنباتات وفي كل من البكتريا والأشنيات الخضراء.
يساعد الأنهيدراز الكربوني في الحفاظ على الاستتباب الحمضي القاعدي وتنظيم الأس الهيدروجيني وتوازن السوائل. يتغير دور الإنزيم قليلاً اعتمادًا على موقعه. على سبيل المثال ينتج الأنهيدراز الكربوني حمضًا في بطانة المعدة. في الكلى يؤثر التحكم في أيونات البيكربونات على محتوى الماء في الخلية. يؤثر التحكم في أيونات البيكربونات أيضًا على محتوى الماء في العين. تستخدم مثبطات الأنهيدراز الكربوني لعلاج الجلوكوما (التراكم المفرط للماء في العين). يؤدي منع هذا الإنزيم إلى تغيير توازن السوائل في عين المريض لتقليل تراكم السوائل وبالتالي تخفيف الضغط.
تأثير بور هو وسيلة لوصف انجذاب ارتباط الأكسجين بالهيموجلوبين. وصف كريستيان بور تأثير بور في عام 1904، وهو يشير إلى تحول في منحنى تفكك الأكسجين ناتج عن تغير في تركيز ثاني أكسيد الكربون أو تغير في الأس الهيدروجيني. تؤدي الزيادة في ثاني أكسيد الكربون بشكل أساسي إلى انخفاض درجة الحموضة في الدم مما يقلل من ارتباط الأكسجين بالهيموجلوبين. والعكس صحيح حيث يؤدي انخفاض تركيز ثاني أكسيد الكربون إلى رفع درجة الحموضة في الدم مما يرفع معدل ارتباط الأكسجين بالهيموجلوبين.
إن ربط تأثير بور إلى الأنهيدراز الكربوني أمر بسيط حيث يعمل أنهيدراز الكربوني على تسريع تفاعل ثاني أكسيد الكربون المتفاعل مع الماء لإنتاج بروتونات الهيدروجين وأيونات البيكربونات.
لوصف التوازن في تفاعل الأنهيدراز الكربوني يتم استخدام مبدأ لو شاتيليه.
الأنسجة حمضية أكثر من الرئتين لأن ثاني أكسيد الكربون ينتج عن طريق التنفس الخلوي ويتفاعل مع الماء في الأنسجة لإنتاج بروتونات الهيدروجين، ولأن تركيز ثاني أكسيد الكربون أعلى يتحول التوازن إلى اليمين إلى جانب البيكربونات. ويُلاحظ العكس في الرئتين حيث يتم إطلاق ثاني أكسيد الكربون وبالتالي يكون تركيزه أقل، لذلك ينتقل التوازن إلى اليسار باتجاه ثاني أكسيد الكربون لمحاولة رفع تركيزه.

## خلفية
يُعرف الإنزيم بأنه مادة تعمل كمحفز في الكائنات الحية مما يساعد على تسريع التفاعلات الكيميائية.
الأنهيدراز الكربوني هو أحد الإنزيمات المهمة التي توجد في خلايا الدم الحمراء، والغشاء المخاطي في المعدة، وخلايا البنكرياس، وحتى الأنابيب الكلوية. هو إنزيم قديم جدًا تم اكتشافه عام 1932 وتم تقسيمه إلى ثلاث فئات عامة. الصنف الأول هو أنهيدراز كربوني ألفا الموجود في الثدييات، والفئة الثانية هي أنهيدراز كربوني بيتا الموجود في البكتيريا والنباتات، وأخيرًا الفئة الثالثة وهي أنهيدراز كربوني جاما الذي يوجد في بكتيريا الميثانوجين في الينابيع الساخنة. تحتوي جميع الفئات الثلاث من الأنهيدراز الكربوني على نفس الموقع النشط مع مركز معدن الزنك، إلا أنها ليست متشابهة مع بعضها البعض من الناحية الهيكلية . يتمثل الدور الرئيسي للأنهيدراز الكربوني في البشر في تحفيز تحويل ثاني أكسيد الكربون إلى حمض الكربونيك والعودة مرة أخرى. ومع ذلك يمكن أن يساعد أيضًا في نقل ثاني أكسيد الكربون في الدم والذي بدوره يساعد على التنفس. يمكن أن يعمل حتى في تكوين حمض الهيدروكلوريك في المعدة. لذلك يعتمد دور الأنهيدراز الكربوني على مكان وجوده في الجسم.

## التفاعل
التفاعل الذي يظهر تحفيز الأنهيدراز الكربوني في أنسجتنا هو −CO2 + H2O⇒  H2CO3 ⇒ H+ + HCO3.
يظهر تحفيز الأنهيدراز الكربوني في الرئتين من خلال: H+ + HCO3− ⇒H2CO3 ⇒ CO2 + H2O .
يرجع سبب حدوث التفاعلات في اتجاهين متعاكسين للأنسجة والرئتين إلى اختلاف مستويات الأس الهيدروجيني الموجودة فيهما. بدون الأنهيدراز الكربوني المُحفز يكون التفاعل بطيئًا جدًا، ولكن مع المحفز يكون التفاعل أسرع بـ 107 مرات.

مراجع
1. ↑  Badger MR, Price GD (1994). "The role of carbonic anhydrase in photosynthesis". Annu. Rev. Plant Physiol. Plant Mol. Bio. ج. 45: 369–392. DOI:10.1146/annurev.pp.45.060194.002101.
2. ↑   [Supuran CT (27 May 2004). Carbonic Anhydrases: Catalytic and Inhibition Mechanisms, Distribution and Physiological Roles. Taylor & Francis. doi:10.1201/9780203475300-5 (inactive 15 January 2021). ISBN 9780203475300. Supuran CT (27 May 2004). Carbonic Anhydrases: Catalytic and Inhibition Mechanisms, Distribution and Physiological Roles. Taylor & Francis. doi:10.1201/9780203475300-5 (inactive 15 January 2021). ISBN 9780203475300.] {{استشهاد ويب}}: الوسيط |title= غير موجود أو فارغ (مساعدة) وتحقق من قيمة |مسار= (مساعدة)
3. ↑  Niels (2007). Niels Bohr Collected Works. Elsevier. ص. 137–142. ISBN:978-0-444-52946-6.
4. ↑  ["Le Chatelier's Principle". www.chemguide.co.uk. Retrieved 23 November 2019. "Le Chatelier's Principle"]. اطلع عليه بتاريخ 2022-06-04. {{استشهاد ويب}}: تحقق من قيمة |مسار= (مساعدة)
5. 1 2  Nigel (23 سبتمبر 2004). Chisholm, Hugh (1866–1924), journalist and editor of the Encyclopaedia Britannica. Oxford Dictionary of National Biography. Oxford University Press.
6. ↑  "Biological inorganic chemistry: structure and reactivity". Choice Reviews Online. ج. 44 ع. 11: 44–6242-44-6242. 1 يوليو 2007. DOI:10.5860/choice.44-6242. ISSN:0009-4978. مؤرشف من الأصل في 2019-10-28.